# Armand Coupel
Pour les articles homonymes, voir Coupel.
Armand Coupel, né le 30 avril 1883 à Piré-sur-Seiche en Ille-et-Vilaine, est un évêque catholique français, évêque de Saint-Brieuc et Tréguier du 20 mars 1949 au 19 janvier 1961. Il est décédé le 7 juin 1966 à Lancieux dans les Côtes-d'Armor.

## Biographie

### Prêtre
Il est ordonné prêtre le 19 décembre 1908  pour l'archidiocèse de Rennes, Dol et Saint-Malo.

### Évêque
Nommé le 29 décembre 1945 évêque coadjuteur de François-Jean-Marie Serrand, évêque de Saint-Brieuc et Tréguier, il est consacré le 6 mars de l'année suivante par Clément Roques, alors archevêque de Rennes. Il succède à Serrand le 20 mars 1949.
Coupel organise dans son diocèse un synode en 1950. Il développe des chantiers diocésains pour ériger de nouvelles paroisses. La cathédrale de Saint-Brieuc est restaurée par les Beaux-Arts. 
Il aide Dom Alexis Presse dans le redressement de l’abbaye Notre-Dame de Boquen. Il participe le 27 août 1953 au rapatriement à l'abbaye des reliques de saints bretons gardées dans la sacristie de Saint-Jacques du Haut-Pas à Paris. 
En 1960, à l’annonce du IIe concile œcuménique du Vatican, Coupel demande au pape Jean XXIII d'être remplacé par un évêque plus jeune. Il prend sa retraite en 1961 et s'installe à Lancieux, dans la villa du Sacré-Cœur où il meurt le 7 juin 1966. Il repose au cimetière de la communauté de Créhen.